# Feijenoord Stadion
A Feijenoord Stadion (helyi elnevezéssel: De Kuip) futballstadion a hollandiai Rotterdamban.
Az 1937-ben épült aréna Rotterdam Feijenoord kerületéről kapta a nevét. A klub szintén a kerület nevét viseli, de 1973-ban Feyenoordra változtatták. A létesítmény eredetileg 64 ezer fő befogadására volt alkalmas; 1949-ben 69 ezer fős stadionná bővítettek, majd az 1994-es felújítás során lecsökkentették 51 ezer fősre.
A 2000-es labdarúgó-Európa-bajnokság egyik helyszíne volt. 

## Képek a stadionról

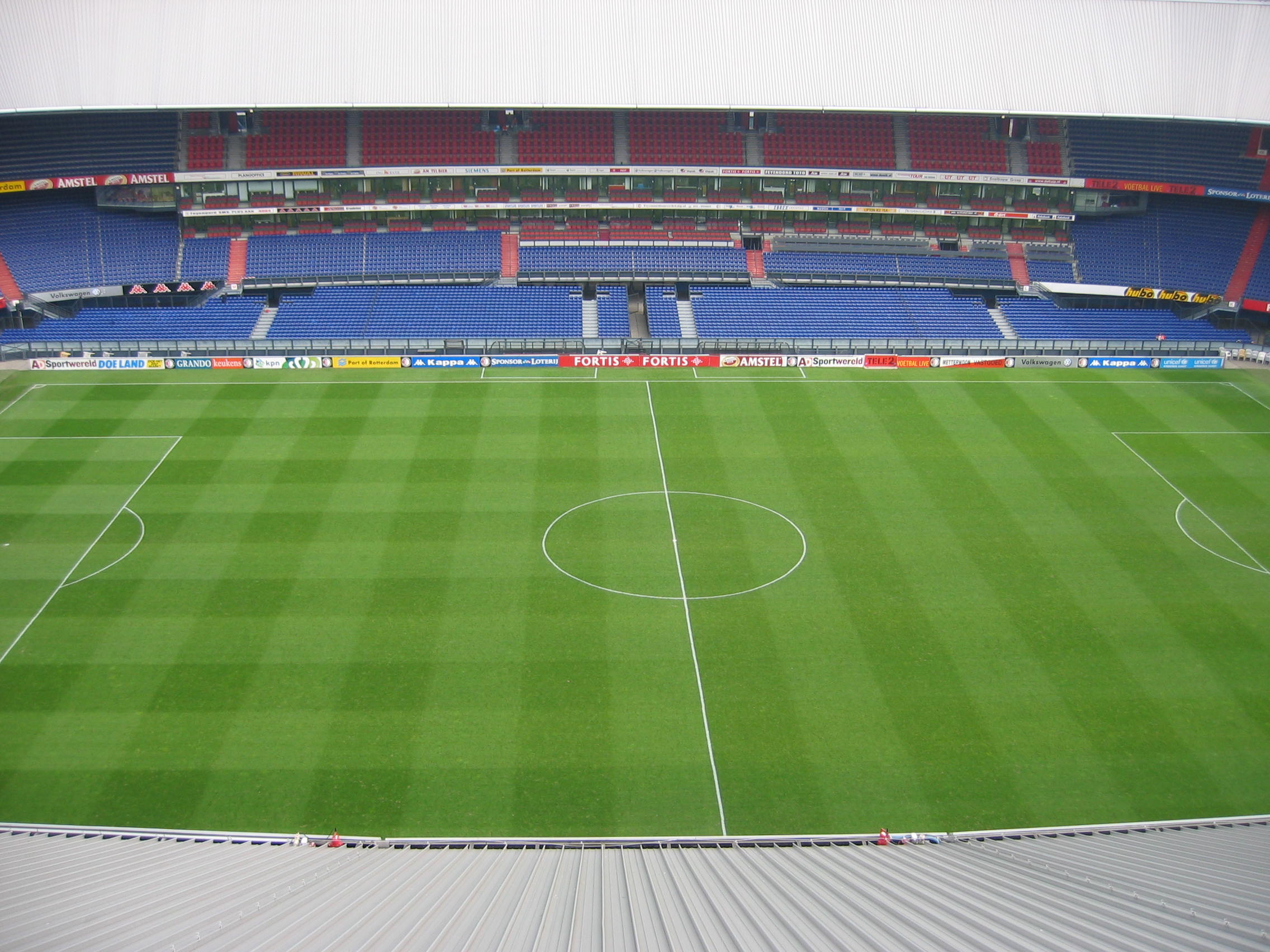
A stadion belülről

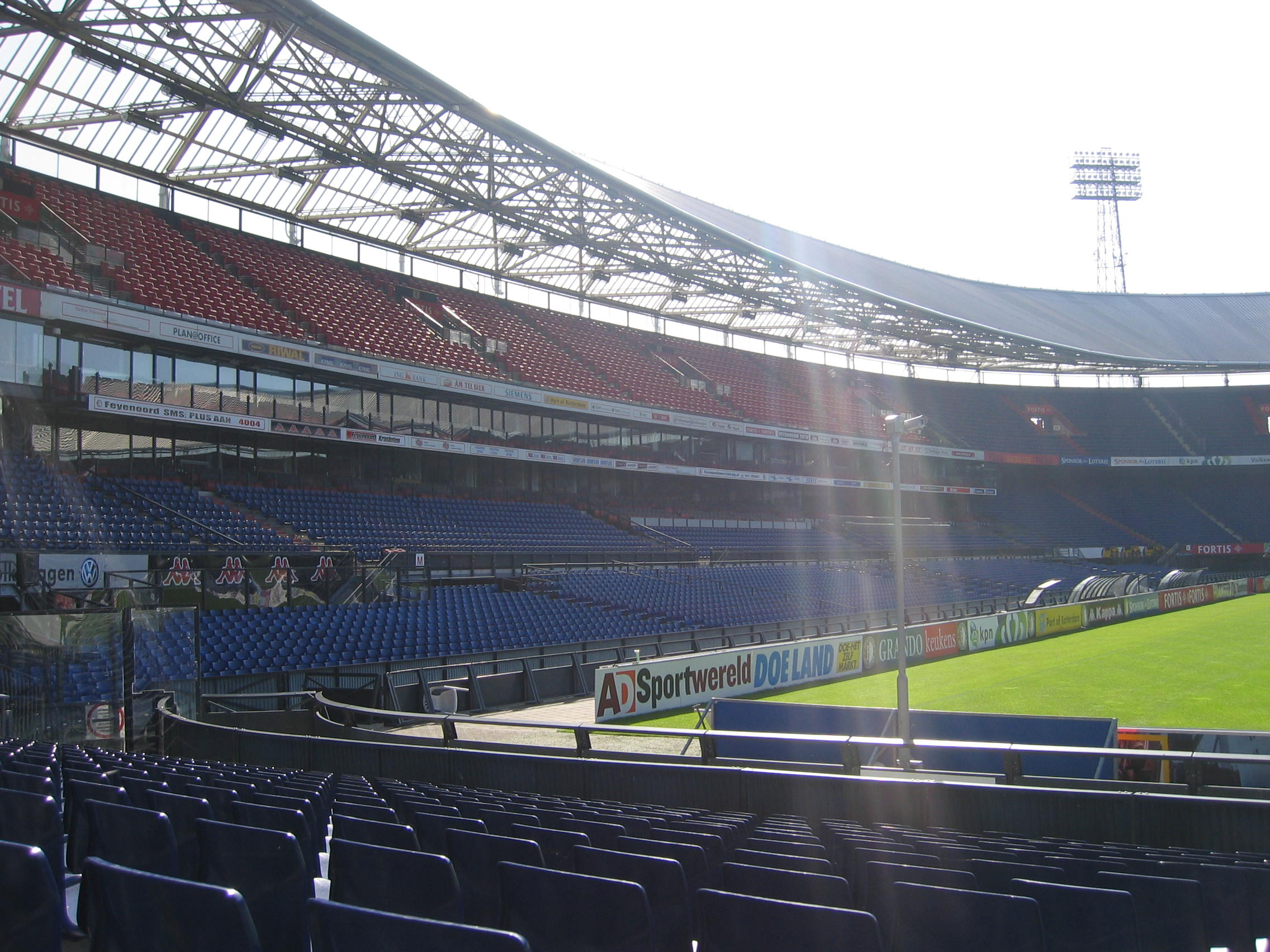
A stadion belülről

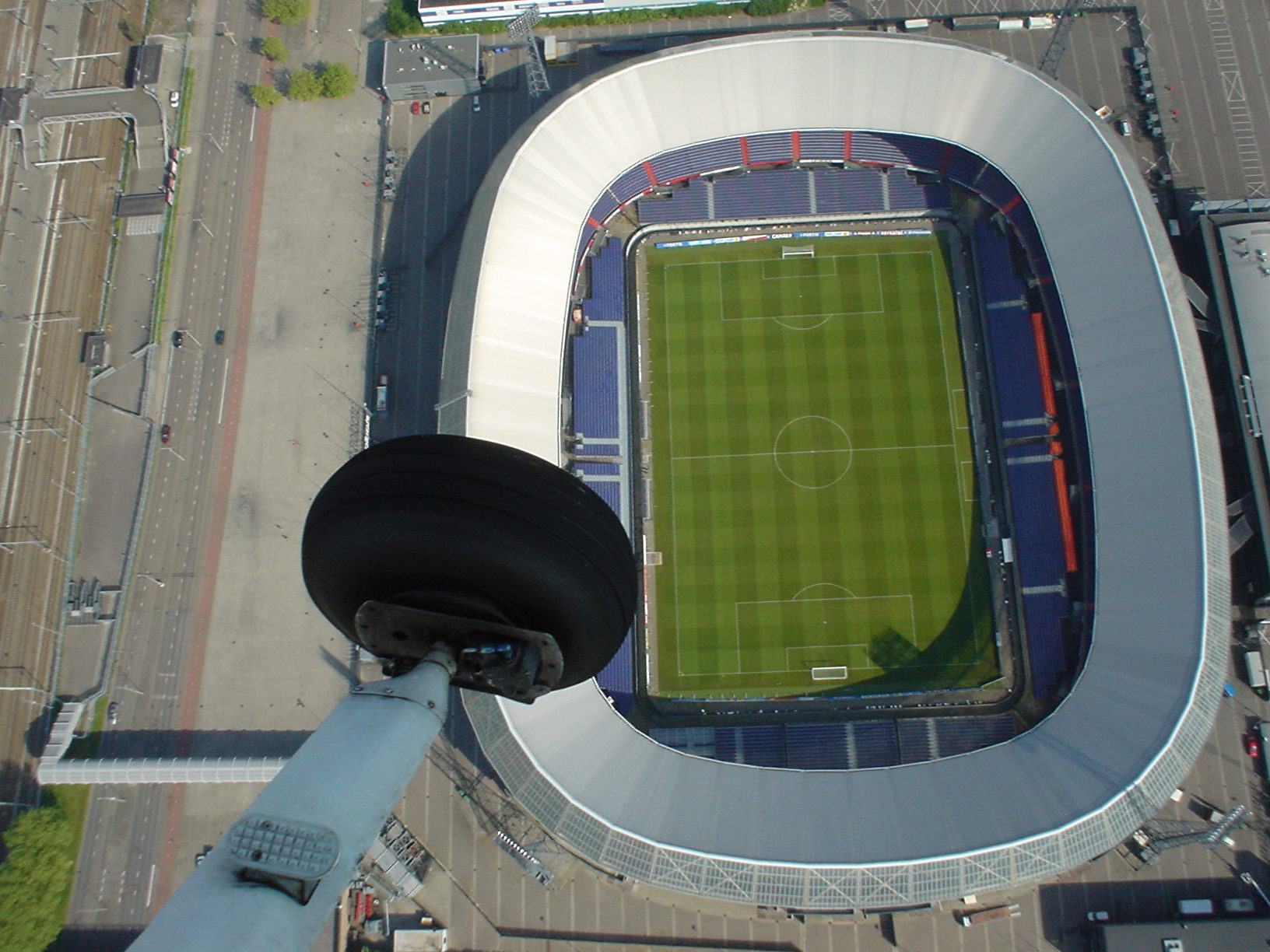
Légifelvételen

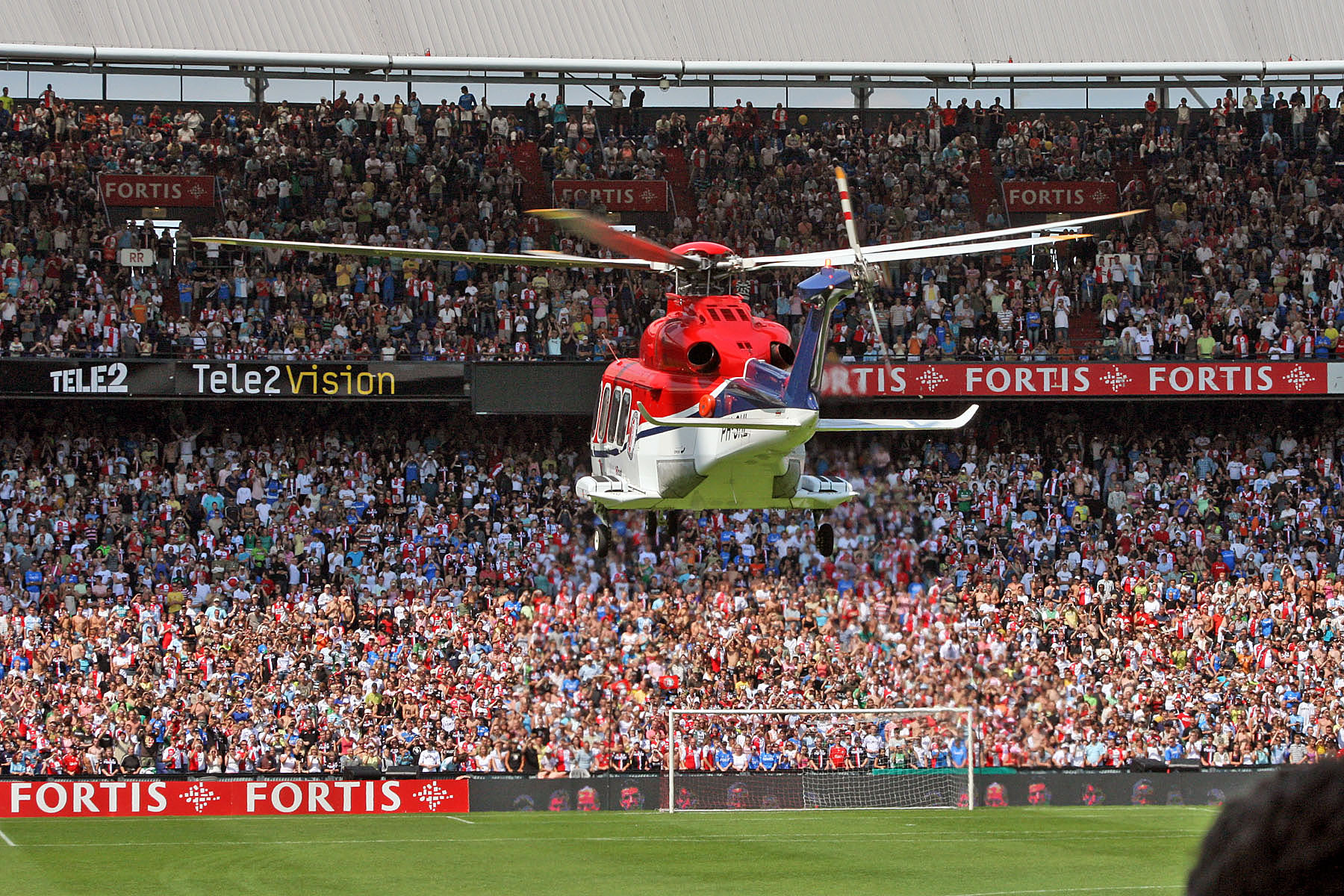
Helikopter száll le a kezdőkörre

## Legendás mérkőzések
A De Kuip jelenleg a Feyenoord labdarúgócsapatának otthona, amely az egyik legeredményesebb klub Hollandiában. Hosszú ideje a holland válogatott egyik otthona is egyben. Több mint 150 nemzetközi mérkőzést rendeztek itt, az elsőt 1937. május 2-án Belgium ellen. 1963-ban itt rendezték a kupagyőztesek Európa-kupájának döntőjét, melyben az angol Tottenham Hotspur 5–1 arányban legyőzte a spanyol Atlético Madrid csapatát. Ezen kívül számos kupadöntőnek adott otthont a stadion, az utolsó a 2001–2002-es UEFA-kupa sorozatának döntője volt, ahol a Feyenoord hazai pályán 3–2-re győzte le a Borussia Dortmundot. Szintén itt rendezték a 2000-es labdarúgó-Európa-bajnokság döntőjét, amikor a franciák az olaszokkal találkoztak és a hosszabbításban szerzett aranygóllal 2–1-re győztek. 
A mai napig (2022) összesen tíz európai kupadöntőt rendeztek itt, ami abszolút rekord.
- 1972, 1982 - BEK
- 1974, 2002 - UEFA Kupa
- 1963, 1968, 1974, 1985, 1991, 1997 - KEK

### 2000-es labdarúgó Európa-bajnokság
A 2000-es labdarúgó-Európa-bajnokság csoportmérkőzései közül három mérkőzés helyszínéül szolgált. Az egyenes kieséses szakaszban az egyik negyeddöntőt és a döntőt rendezték itt.
| Dátum       | Időpont (CEST) | Pályaválasztó | Eredmény       | Vendég      | Forduló     | Nézők  |
| ----------- | -------------- | ------------- | -------------- | ----------- | ----------- | ------ |
| 2000.06.13. | 18.00          | Spanyolország | 0:1 (0:0)      | Norvégia    | C csoport   | 45 000 |
| 2000.06.16. | 20.45          | Dánia         | 0:3 (0:0)      | Hollandia   | D csoport   | 51 000 |
| 2000.06.20. | 20.45          | Portugália    | 3:0 (1:0)      | Németország | A csoport   | 44 000 |
| 2000.06.25. | 18.00          | Hollandia     | 6:1 (2:0)      | Jugoszlávia | Negyeddöntő | 44 000 |
| 2000.07.02. | 20.45          | Franciaország | 2:1 (0:0, 1:1) | Olaszország | Döntő       | 50 000 |

## Külső hivatkozások
- Információk a stadionok.hu honlapján Archiválva 2013. április 10-i dátummal a Wayback Machine-ben
- A Feijenoord Stadion hivatalos honlapja